# Suva Football Club
Suva Football Club è una società calcistica figiana che milita attualmente nella NFL Fiji, massima divisione del calcio figiano. I "Capital City Boys Whites", così vengono soprannominati, sono uno dei club più prestigiosi del Paese dopo Ba F.C. e Nadi F.C.. La squadra gioca le partite casalinghe alla ANZ Arena, che vanta 30.000 posti a sedere ed è l'impianto calcistico più grande del Paese. I colori sociali del club sono il bianco e il nero.

## Palmarès

### Competizioni nazionali
- National Football League : 4

1996, 1997, 2014, 2020
- Interdistrict Championship : 13

1940, 1945, 1946, 1948, 1951, 1952, 1954, 1956, 1960, 1981, 1983, 2012, 2014
- Battle of the Giants : 3

1982, 1988, 1995
- Coppe delle Fiji : 2

1995, 2012

### Altri piazzamenti
- National Football League:

Secondo posto: 2012
Terzo posto: 2013
- OFC Champions League:

Finalista: 2023

## Rosa
| N. |                           | Ruolo | Calciatore          |
| -- | ------------------------- | ----- | ------------------- |
| 1  | Figi (bandiera)           | P     | Simione Tamanisau   |
| 2  | Figi (bandiera)           | D     | Simione Damuni      |
| 3  | Figi (bandiera)           | C     | Meli Codro          |
| 4  | Figi (bandiera)           | D     | Edward Aaron        |
| 5  | Figi (bandiera)           | D     | Remueru Tekiate     |
| 6  | Figi (bandiera)           | C     | Kelvin Naidu        |
| 7  | Figi (bandiera)           | C     | Kaliova Tivulu      |
| 8  | Figi (bandiera)           | D     | Ivan Kumar          |
| 9  | Figi (bandiera)           | C     | Bruce Hughes        |
| 10 | Isole Salomone (bandiera) | C     | Jeffery Bule        |
| 11 | Figi (bandiera)           | A     | Ravnesh Karan Singh |

| N. |                           | Ruolo | Calciatore             |
| -- | ------------------------- | ----- | ---------------------- |
| 12 | Figi (bandiera)           | D     | Tomasi Uculoa          |
| 13 | Vanuatu (bandiera)        | C     | Jacky Ruben            |
| 14 | Figi (bandiera)           | A     | Napolione Qasevakatini |
| 15 | Figi (bandiera)           | D     | Waisake Navunigasau    |
| 16 | Figi (bandiera)           | C     | Shahil Dave            |
| 17 | Figi (bandiera)           | D     | Filipe Baravilala      |
| 18 | Figi (bandiera)           | C     | Laisenia Raura         |
| 19 | Isole Salomone (bandiera) | C     | Mathias Iani           |
| 20 | Figi (bandiera)           | D     | Atonia Tuivuna         |
| 21 | Figi (bandiera)           | P     | Emori Ragata           |
| 22 | Figi (bandiera)           | P     | Petero Namoce          |